# Wali Jones
Walter "Wali" Jones (Filadelfia, Pensilvania, 14 de febrero de 1942) es un antiguo baloncestista de la NBA. Es el padre del también baloncestista Askia Jones.

## Carrera
Jones jugó en el Overbrook High School en Filadelfia, el mismo instituto al que asistió Wilt Chamberlain años antes. Posteriormente jugaría al baloncesto en la Universidad de Villanova.
En su primera temporada en la NBA, Jones jugó en Baltimore Bullets y fue nombrado en el mejor quinteto de rookies. La siguiente campaña fue traspasado a Philadelphia 76ers, donde jugaría seis temporadas.
Jones y Hal Greer fueron los bases titulares de los 76ers campeones de 1967, compartiendo equipo con Chamberlain, Chet Walker, Lucious Jackson y Billy Cunningham. Tras conseguir un balance de 68-13 en la temporada regular, ganaron destronando a Boston Celtics, campeones del anillo en los últimos ocho años. 
Más tarde, Jones jugaría en Baltimore Bullets, Detroit Pistons, Milwaukee Bucks y Utah Stars.